# Micromus marquesanus
Micromus marquesanus är en insektsart som först beskrevs av Douglas E. Kimmins 1932.  Micromus marquesanus ingår i släktet Micromus och familjen florsländor. Inga underarter finns listade i Catalogue of Life.